# Хмельницький Стефан Захарович
Сте́фан Заха́рович Хмельни́цький (пол. Stefan Chmielnicki, 3 вересня 1905, Кам'янець-Подільський — 15 листопада 1982, Ополе, Польща) — польський поет-сатирик.

## Біографія
В юності переїхав до Польщі. Був членом Спілки польських письменників, членом Польської об'єднаної робітничої партії. Нагороджено орденом Відродження Польщі.
Листувався з байкарями Микитою Годованцем, Іваном Сварником, літературознавцем Юхимом Альперіним. Улітку 1975 року востаннє відвідав Кам'янець-Подільський.
Автор кількох книжок байок і фрашок. Українською мовою твори Хмельницького переклав Микита Годованець і включив їх до збірки «Байки і фрашки» (Львів, 1973).

## Електронні джерела
- Стефан Хмельницький (1905—1982) (пол.)

1. 1 2  Чеська національна авторитетна база даних